# كاسبر هينركسن
كاسبر هينركسن (بالدنماركية: Kasper Faust Henriksen)‏ هو لاعب كرة الريشة دنماركي، ولد في 11 مارس 1986.

## وصلات خارجية
- كاسبر هينركسن على موقع BWF.tournamentsoftware.com (الإنجليزية)
- كاسبر هينركسن على موقع BWFbadminton.com (الإنجليزية)